# Cotidiano
Cotidiano è una canzone composta ed interpretata da Chico Buarque e fu incisa per la prima volta nel suo album del 1971 Construção. 
Il brano fa parte della colonna sonora della telenovela del 1979 Como Salvar Meu Casamento, come brano della sigla d'apertura. 

## Premi e riconoscimenti
Nel 2004 il brano, nella versione del dj Marcelinho da Lua e Seu Jorge, ha vinto il premio MTV Video Music Brasil nella categoria Videoclip di Musica Elettronica.